# كلية الطب البيطري بجامعة ميشيغان الحكومية
تعد كلية الطب البيطري بجامعة ميشيغان الحكومية (بالإنجليزية: Michigan State University College of Veterinary Medicine)‏ كلية بيطرية في الولايات المتحدة تأسست في عام 1910 وتمنح حوالي 100 درجة دكتوراه في الطب البيطري (DVM) كل عام. وهي الكلية البيطرية الوحيدة في ميشيغان . وتتكون من أقسام العلوم السريرية للحيوانات الكبيرة، والعلوم السريرية للحيوانات الصغيرة، وعلم الأحياء الدقيقة، وعلم الأدوية والسموم، وعلم وظائف الأعضاء، وعلم الأحياء المرضي والتحقيق التشخيصي.
تقدم برنامجًا لمدة أربع سنوات لدرجة دكتوراه في الطب البيطري بالإضافة إلى دراسة عليا تؤدي إلى ماجستير العلوم (MS) والدكتوراه، ومؤخرًا برنامج مشترك في الطب البيطري والصحة العامة (DVM / MPH)، تابع لجامعة مينيسوتا مدرسة الصحة العامة. كما أنها تدير برنامجًا معتمدًا للتكنولوجيا البيطرية، يعادل برنامج التمريض البشري، والذي يوفر خيارات للحصول على درجة البكالوريوس في العلوم أو شهادة إكمال. كانت الكلية هي مكان عرض خاص من مدرسة البيطرة، الذي تم بثه في الأصل على أنيمال بلانيت في عام 2001.

## التاريخ
عندما افتتحت جامعة ميشيغان الحكومية في عام 1855، قدمت المدرسة التعليم في العلوم البيطرية كجزء من مهمتها الزراعية. انضم أول طبيب بيطري إلى الكلية في جامعة ميشيغان الحكومية في عام 1883. تأسست المدرسة البيطرية عام 1910.

## المركز البيطري بجامعة ميشيغان الحكومية
المركز الطبي البيطري بجامعة ميشيغان الحكومية هو جزء من الكلية، ويقدم خدمات طبية بيطرية في 18 عيادة متخصصة. يتم علاج حوالي 30،000 حالة من الحيوانات الأليفة والخيول في المقام الأول سنويًا.
في كل عام، ينظم المستشفى «احتفال الحياة» السنوي لتكريم الحيوانات الأليفة التي قاتلت الأمراض الصعبة لتعيش.

## روابط خارجية
- الموقع الرسمي